# Typosyllis cerina
Typosyllis cerina är en ringmaskart som först beskrevs av Grube 1878.  Typosyllis cerina ingår i släktet Typosyllis och familjen Syllidae. Inga underarter finns listade i Catalogue of Life.